# De jongeling
 De jongeling  (Russisch: Подросток), ook wel De half-volwassene genoemd, is de voorlaatste  roman van de Russische schrijver Fjodor Dostojevski uit 1875. Het verhaal speelt zich grotendeels af in Sint Petersburg na 1871 en wordt verteld door de hoofdpersoon, Arkadi Makarovitsj Dolgoroeki,  die het later in het boek zijn memoires noemt. Hij stuurt dit verslag van de gebeurtenissen in een tijdsbestek van bijna een jaar aan zijn oude docent, Nikolaj Semjonowitsj in Moskou. Op het moment van schrijven is de auteur 21 jaar, waaruit kan worden afgeleid dat hij 20 jaar was toen die gebeurtenissen zich afspeelden. De Nederlandse vertaling bevat honderden zinnen in het Frans, destijds de voertaal van de Russische adel, die onvertaald bleven.

## Hoofdrolspelers
- Arkadi Makarovitsj Dolgoroeki. Buitenechtelijk kind van vorst Andrej Petrowitsj Wersilow en Sofja Andrejewna. Hij voltooide zijn gymnasium in Moskou op kosten van zijn biologische vader en wordt daarna ontboden naar Sint-Petersburg. Hij krijgt daar een baan bij de oude en rijke vorst Nikolaj Iwanowitsj Sokoljski. Hij heeft een idee om zijn leven zin te geven. Hij wil net zo rijk worden als James Mayer de Rothschild. In de praktijk raakt hij door gokverslaving dicht bij zijn eigen dood.
- Andrej Petrowitsj Wersilow. Vorst. Hij was op zijn 25e weduwnaar van Fanariotowa, bij wie hij een zoon en een dochter Anna Andrewna had. Hij kocht bij haar echtgenoot  Makar iwanow Dolgoroeki voor 3000 roebel toegang tot de pas getrouwde 18-jarige Sofja Andrejewna en verwekte een dochter en een zoon bij haar. Destijds behoorden beiden tot zijn lijfeigenen. Hij verspeelde drie erfenissen en stond bekend als een vrouwenversierder. Zijn oorsprong was een landgoed bij Toela waar hij 500 lijfeigenen bezat.
- Sofja Andrejewna. Ze was destijds een 18-jarige wees die na een eerdere aanwijzing van haar inmiddels overleden vader trouwt met de 50-jarige weduwnaar Makar iwanow Dolgoeroeki. Beiden zijn lijfeigenen op het landgoed van vorst Wersilow. Laatstgenoemde verwekt bij haar buitenechtelijk een zoon Arkadi Makarovitsj Dolgoroeki en een 1 jaar jongere dochter Lizawjeta  Makarowna Dolgoroeki. Nadat de vorst aan haar echtgenoot 3000 roebel[1] had  betaald, sleepte hij Sofja en haar twee kinderen met zich mee, behalve als hij naar het buitenland ging.
- Makar Iwanow Dolgoerki. Destijds weduwnaar van 50 jaar die met Sofja trouwt. Hij was de tuinman van het landgoed. Nu twintig jaar later zwerft hij door Rusland op een mystieke ontdekkingstocht van het Russische christendom. Na zijn overlijden laat hij Sofja de 3000 roebel na.
- Tatjana Pawlowna Proetkow. Ze wordt ook wel ‘tantetje’ genoemd. Ze woont met slechts 35 lijfeigenen naast het landgoed van vorst Wersilow in Toela. Ze houdt meestentijds toezicht op het landgoed van haar buurman, die vaak afwezig is. Ze ziet het als haar levensopdracht om Sofja te beschermen, die zo merkwaardig verkocht is. Ten tijde van de koop bestond de lijfeigenschap nog in Rusland, dat in 1861 werd afgeschaft.
- Nikolaj Iwanowitsj Sokolski, een zeer oude en rijke vorst, al 20 jaar weduwnaar. Hij heeft een dochter, die jong weduwe is geworden van een generaal, Katerina Nikolajewna. Laatstgenoemde is zeer bezorgd over de toekomst van haar erfdeel.
- Sergej Petrowitsj Sokolski, een jonge vorst. Geen familie van Nokolaj. Hij is minder rijk en heeft last van bovenmatig gokken. Hij verwekt een buitenechtelijk kind bij Liza Makarowna Dolgoroeki. Vervolgens geeft hij zichzelf aan bij de autoriteiten wegens aandelenfraude.
- Anna Andrewjewna Wersilow. Dochter van haar vader met de overleden Fanariotowa.
- Lambert. Fransman die in Moskou op hetzelfde pensionaar van Touchard zat als Arkadi. Ruim 3 jaar ouder dan Arkadi. Hij was daar deelgenoot van een oplichtersbende. Hij reist Arkadi na naar Sint-Petersburg om daar zijn praktijken zelfstandig voort te zetten.

## Thematiek
Deze roman geeft de hoofdpersoon twee vaders. Een wettige vader die af en toe opduikt en een 25 jaar jongere biologische vader, vorst Wersilow. Arkadi moet zijn hele leven uitleggen dat hij weliswaar Dolgoeroeki heet, maar niet van dat beroemde Russische vorstengeslacht afstamt. De naam van vorst Wersilow, die hem laat opvoeden, zal hij nooit dragen. Wel is hij de hele roman op zoek naar de drijfveren van zijn door Europa reizende biologische vader en diens voortdurende jacht op vrouwen. Laatstgenoemde komt echter steeds terug naar Sofja, een simpele vrouw die onvoorwaardelijk van hem blijft houden. Keer op keer stelt de vorst Arkadi voor verrassingen.

## Inhoud
Arkadi komt vanuit Moskou in Sint-Petersburg aan en krijgt een vaag administratief baantje toegewezen bij vorst Nikolaj Iwanowitsj  Sokolski, die echter snel aan hem gehecht raakt. Arkadi bezoekt vaak het huis van zijn moeder Sofja en zus Liza. Hij krijgt via via twee belangrijke brieven.
Brief 1 vertelt dat zijn vader Andrej Petrowitsj Wersilow geen recht heeft op een grote erfenis van 70.000 roebel. Deze brief krijgt hij van ene Kraft. Nadat zijn vader het proces gewonnen heeft geeft Arkadi de brief aan zijn vader om hem te testen. Tot zijn verbazing gaat zijn vader met de brief naar zijn tegenpartij, Nikolaj Iwanowitsj  Sokolski. Die is onder de indruk, vooral nadat Andrej de rechtbank laat weten van de toegewezen erfenis af te zien. Ze besluiten informeel de erfenis samen te delen. Dat laatste wordt steeds moeizamer omdat deze vorst net als Andrej zijn kapitaal erdoor jaagt in het Casino. Bovendien raakt hij bevriend met Arkadi en maakt zijn zus zwanger. Hij raakt ook nog eens betrokken bij aandelenzwendel en ziet als enige uitweg zichzelf bij Justitie te melden, die hem een relatief net onderkomen geeft in de gevangenis. Dit in afwachting van het proces.
Brief 2 gaat om nog veel meer geld. Deze brief krijgt hij via Marja Iwanowna de vrouw van zijn Moskouse leermeester. Het is een verzoek van dochter Katerina om haar vader onder curatele te stellen. Al snel gaat het gerucht in de stad dat Arkadi die brief bezit. Zowel zijn halfzus Anna, die met de vorst wil trouwen, als Katerina zijn heel benieuwd of er iets van die geruchten klopt. Arkadi probeert zich de twee vrouwen van het lijf te houden en koestert bovendien nog zeer vriendschappelijke gevoelens voor de oude vorst en toch ook wel voor diens dochter. Uiteindelijk weet de oplichter Lambert hem de brief te ontfutselen. Bij een poging om Katerina de brief te verkopen, raken de gelegenheidspartners Lambert en Andrej Petrowitsj Wersilow slaags. Wersilow dreigt zichzelf en Katerina te doden en schiet vervolgens slechts zichzelf in de schouder na een gelukkige tussenkomst van Arkadi. De verkoop van de brief gaat zo niet door. Een maand later sterft de oude vorst alsnog zonder met Anna getrouwd te zijn. Katerina krijgt de erfenis maar Anna weigert een legaat van 60.000 roebel. Lambert ontsnapt naar Moskou en wordt daar alsnog opgepakt. Vorst Wersilow herstelt van zijn verwondingen. Vorst Sergej Petrowitsj Sokolski overlijdt in de gevangenis.
Intussen was Makar Iwanow Dolgoerki bij zijn vrouw Sofja, die hij ongeveer 1 keer per 3 jaar bij haar thuis bezocht, overleden. Hij laat haar de 3000 roebel na. Tot teleurstelling van bijna iedereen trouwt de vader van Arkadi en Liza niet alsnog met Sofja. Hij vernielt zelfs woedend de heilige nagelaten icoon van Makar. Steeds meer lijkt het erop dat hij een dubbelganger heeft. De conclusie van een beginnende schizofrenie dringt zich dan ook op.

## Epiloog, inclusief de reactie van Nikolaj Semjonowitsj
In de epiloog beschrijft Arkadi een half jaar later hoe na de schietpartij de zaken zich afwikkelden. Hij stuurt zijn memoires naar Moskou. Zijn Moskouse leraar geeft hem als commentaar  dat hij deel uitmaakt van een  ‘toevallig gezin’. En juist dat laatste is tekenend voor het wangedrag van de Russische adel. De huidige verantwoordelijken doen net als vorst Andrej Petrowitsj Wersilow domme dingen. Ze verbrassen hun vermogen en maken een puinhoop van hun familieleven. Zijn oude mentor is dan ook erg ingenomen met de mémoires.

## Striktereincestopvattingvan deoosters-orthodoxe kerk
In  de werken van Lev Tolstoj en ook in deze roman moet de lezer op de hoogte zijn van de striktere incestopvatting bij  aanverwanten in de oosters-orthodoxe kerk. Als een man een vrouw huwt, dan is er daardoor een huwelijksverbod ontstaan voor de verwanten van die man met de verwanten van die vrouw. Dit speelt bij Tolstoj als twee studievrienden elkaars zus willen huwen. In deze roman speelt dit eveneens op de achtergrond mee. Anna wil met vorst Nikolaj Iwanowitsj Sokolski trouwen. Dit kan gedwarsboomd worden als haar vader of haar halfbroer eerder met diens dochter Katerina Nikolajewna trouwt.